# Drino bakeri
Drino bakeri är en tvåvingeart som först beskrevs av Daniel William Coquillett 1897.  Drino bakeri ingår i släktet Drino och familjen parasitflugor. Inga underarter finns listade i Catalogue of Life.